# Liste der Wegekreuze und Bildstöcke in Eupen
Die Liste der Wegekreuze und Bildstöcke in Eupen listet ohne Anspruch auf Vollständigkeit die Flur- und Wegekreuze sowie die Bildstöcke mit ihren jeweiligen persönlichen Geschichten – soweit bekannt – auf dem Gebiet der Stadt Eupen in der Deutschsprachigen Gemeinschaft von Ostbelgien auf sowie die auf dem Gebiet des eingemeindetem Stadtteils Kettenis. Insgesamt stehen mehr als 170  Wegekreuze auf dem Gebiet der  Stadt Eupen auf öffentlichem Eigentum. Ihr Unterhalt  wird teils durch Privathand, teils durch das städtische Bauamt gewährleistet.

## Liste Eupen
(Oberstadt mit dem benachbarten Weiler Stockem sowie Unterstadt am Ufer der Weser mit dem Haas- und Bergviertel) 

| Standort                                              | Datierung                     | Beschreibung/Inschrift | Bild           |
| ----------------------------------------------------- | ----------------------------- | --- | -------------- |
| Altenheim Klösterchen, Oberstadt Lage                 | unbekannt                     | Geschichte unbekannt |                |
| Alter Malmendyer Weg Lage                             | unbekannt                     | Geschichte unbekannt | weitere Bilder |
| Auf Aderich Lage                                      | 1962 errichtet, 1986 erneuert | Gedenkkreuz beim Forsthaus Konzen für Anna Hauseur aus Konzen, die beim Lehmstechen von einer herunterstürzenden Lehmwand erschlagen wurde. Erst 1962 wurde ihr auf Inititive der Monschauer Wanderjungend mit einem ersten Holzkreuz gedacht, das im Mai 1986 zum ersten und im Mai 1998 zum zweiten Mal durch den Eifelverein Konzen erneuert wurde. Inschrift: „Am 9. Juni 1827 verunglückte unweit von hier in einer Lehmkuhle die 15-jährige Anna J. Hauseur tödlich beim Lehmstechen. Im Mai 1986 neuerrichtet. Eifelverein OG Konzen. Erneuert im Mai 1986“ | weitere Bilder |
| August-Tonnar-Straße 1, Oberstadt Lage                | unbekannt                     | Sehr altes und reich verziertes Kreuz aus Zeiten, an dem an dieser Stelle ein wichtiger Fußweg vorbeiführte, der die Bank Baelen mit der Bank Walhorn verband. | weitere Bilder |
| Bellmerin, Weserbrücke, Unterstadt Lage               | unbekannt                     | Vor dem Bau der Brücke benutzten die Menschen die Furt, die sich an dieser Stelle befand. Das Kreuz erinnert an einen tödlichen Unglücksfall. Früher wurde es von einem eisernen Gitter umrandet. |                |
| Bergstraße 50, Oberstadt Lage                         | 1865                          | Großes markantes Kreuz in einer umrandeten Einfassung, wurde auf Wunsch der Anwohner erbaut. Das Kreuz gab dem dahinter liegenden Berggässchen seinen volkstümlichen Namen „Baate Herrgottsvott“. Inschrift: „Sieh o Mensch Dein Erlöser“. | weitere Bilder |
| Bergstraße 62, Berggässchen, Oberstadt Lage           | unbekannt                     | Holzkreuz auf Steinsockel, angelehnt an dem alten Haus aus dem Jahr 1720. Möglicherweise ein Unfallkreuz an dieser steilen unwegsamen Stelle. | weitere Bilder |
| Clousebachpfad Lage                                   | unbekannt                     | Geschichte unbekannt; kleines eisernes Kreuz, am Baumstamm angebracht |                |
| Diebachhäuser Lage                                    | unbekannt                     | Geschichte unbekannt; Holzkreuz mit kleinem hellem Korpus; Ende 2018 grundlegend restauriert auf neuem Fuß; über dem Korpus Bildtafel mit der Inschrift: „Lebe das Leben – Gott! Gott ist überall!“ | weitere Bilder |
| Diebach, Mariengrotte Lage                            | 1934                          | Metallenes Wegekreuz auf Steinsockel und separater Bildstock. Erbaut von dem Gärtner Peter Weinberg (1867–1951), Grund unbekannt. In der Grotte ist eine Statue der Heiligen Maria von der immerwährenden Hilfe. | weitere Bilder |
| Diebachmündung Lage                                   | unbekannt                     | Geschichte unbekannt; an einem Baum befestigtes kleines Holzkreuz mit Giebeldach; kleiner metallener Korpus |                |
| Ecke Aachener Straße–Simarstraße, Oberstadt Lage      | vor 1861                      | Rektor Nikolaus Cornet (1826–1891) fand den Sockel 1861 in der Gasse „Am Kiesel“ und ließ ihn im Klostergarten aufstellen. Cornet veranlasste das Eingravieren der Inschrift und Rektor Robert Ernst (1909–1997) ließ 1993 ein hölzernes Kreuz auf dem Stein anbringen. Die Stadt Eupen versetzte den Stein 1994 an die Ecke der Klosterkirche. Inschrift: „Te ergo sumus tuis famulus subveni quos Pretioso sanguine Redemsi 1861“ | weitere Bilder |
| Ecke Bellmerin–Haagenstraße Lage                      | 1890                          | Im Jahr 1933 wurde es näher an die Hauswand verschoben und mit einer Einzäunung umgeben. Inschrift: „Sieh o Mensch dein Erlöser 1890“ | weitere Bilder |
| Ecke Gülcherstraße–Hütte, Unterstadt Lage             | unbekannt                     | Geschichte unbekannt |                |
| Ecke Heidweg–Heidgasse, Oberstadt Lage                | unbekannt                     | Geschichte unbekannt |                |
| Ecke Herbesthaler-Textilstraße, Oberstadt Lage        | 1862                          | Das Kreuz wurde im Jahr 1826 errichtet. Es erinnert an den tragischen Tod des Fuhrmanns Johann Simon Wetten, der am 29. November 1826 auf der Landstraße zwischen den Fluren Lommerich und Gemehret von seinem eigenen Karren überfahren wurde und dadurch verstarb. Inschrift: „Zum frommen Andenken an Johann Simon Wetten – Ehegatte von Angelina Mockel. Er blieb an dieser Stelle tot 1826 RIP“ | weitere Bilder |
| Ecke Hisselsgasse–Stockbergerweg, Oberstadt Lage      | unbekannt                     | Geschichte unbekannt | weitere Bilder |
| Ecke Hochstraße–Lommericher Gasse, Oberstadt Lage     | unbekannt                     | Geschichte unbekannt |                |
| Ecke Kaperberg–Schönefelderweg, Oberstadt Lage        | unbekannt                     | Geschichte unbekannt, bei Straßenarbeiten wurde der Steinsockel im Boden entfernt. |                |
| Ecke Katharinenweg–Kornei, Ortsteil Nispert Lage      | unbekannt                     | Geschichte unbekannt |                |
| Ecke Kehrweg–Pfad Langesthal, Oberstadt Lage          | unbekannt                     | Geschichte unbekannt; Inschrift: „Wir beten Dich an Herr Jesu Christe denn durch dein + Heiliges + Kreuz + hast Du die Welt erlöst.“ |                |
| Ecke Knippweg–Pfad Schönefeld Lage                    | unbekannt                     | Metallenes Kreuz auf Steinsockel, Geschichte unbekannt |                |
| Ecke Langesthal–Talsperrenstraße Lage                 | unbekannt                     | Errichtet durch Nikolaus Weinberg (1903–1992), Sohn von Peter Weinberg (1867–1951), dem Erbauer der Mariengrotte im Diebachtal. Inschrift: „Mein Jesus Barmherzigkeit“ | weitere Bilder |
| Ecke Limburger Weg–Oeberg, Unterstadt Lage            | nach 1980                     | Ursprünglich gab es an der gegenüberliegenden Seite eine große Kreuzanlage, wahrscheinlich aus der Zeit um 1854. Diese wurde 1925 erneuert und musste wegen örtlicher Baumaßnahmen zweimal an anderer Stelle wiederaufgebaut werden. |                |
| Ecke Malmendyer Straße–Eschergasse, Feldenkreuz Lage  | 1756                          | Andachtskreuz mit im Sockelaufbau integriertem Bildstock. Die Eheleute Peter Felden (1706–1779) und Anna Peinagel ließen dieses Barock-Steindenkmal im Jahre 1756 erbauen. Ursprünglich stand das Denkmal an der gegenüberliegenden Straßenseite an der Kreuzung mit der Kügelgasse vor dem mittlerweile abgerissenen Feldenhaus. Inschrift „Peter Felden & Anna Peinagel – Betet für die Seelen im Fegefeuer“ in gotischen Lettern und „Priez pour les armes dans le pourgatoire“ in Antiqua. | weitere Bilder |
| Ecke Monschauer-Straße–Hütte Lage                     | unbekannt                     | Im Jahr 1933 wurde das Kreuz von der gegenüberliegenden Straßenseite der Hütte zum heutigen Standort verlegt. Inschrift: „Siehe Mensch Dein Erlöser“ | weitere Bilder |
| Ecke Monschauer-Straße–Untere Rottergasse Lage        | unbekannt                     | Geschichte unbekannt |                |
| Ecke Monschauer-Straße–Weg zu den Clouse-Weihern Lage | unbekannt                     | Geschichte unbekannt Inschrift: „Voll Güte und Erbarmen ist der Herr“ | weitere Bilder |
| Ecke Neustraße–Looten, Oberstadt Lage                 | 1893                          | Erbaut zu Ehren des Fuhrmanns Johann Michael Nyssen, der dort am 6. März 1893 durch einen Unfall verstarb, als sein Pferd scheute und die Fuhrkarre dabei zu Boden schlug und der Fuhrmann dabei von einem Rad des Fuhrwerks erschlagen wurde. |                |
| Ecke Nispert–Heidgasse, Ortsteil Nispert Lage         | 1870                          | Geschichte unbekannt |                |
| Ecke Nispert–Knippweg, Ortsteil Nispert Lage          | unbekannt                     | Geschichte unbekannt |                |
| Ecke Nöretherstraße–Simarstraße, Oberstadt Lage       | unbekannt                     | Geschichte unbekannt |                |
| Ecke Olengraben–Bergkapellstraße Lage                 | 1956                          | Die ursprüngliche Kreuzanlage wurde 1864 von den Anwohnern des Viertels bei der Stadtverwaltung beantragt und ursprünglich an der Ecke Bergkapellstraße–Neustraße errichtet. Am 12. Juni 1925 wurde das Kreuz gemäß Beschluss des Stadtrates erneuert. Im Jahr 1956 musste es wegen Bauarbeiten abgerissen und an der heutigen Stelle durch eine neue Anlage ersetzt werden. | weitere Bilder |
| Ecke Postgasse–Kirchgasse, Oberstadt Lage             | unbekannt                     | Vielleicht ein Überbleibsel des ehemaligen Kirchhofs |                |
| Ecke Rotenberg-Ettersten Lage                         | unbekannt                     | Geschichte unbekannt. Das Kreuz hat ab 1930 mehrmals seinen Standort gewechselt. Stand zu Beginn an der nicht mehr existierenden Gasse von den Looten zu der Gasse mit Namen „Kleine Gasse“. |                |
| Ecke Schilsweg–Fremereygasse, Unterstadt Lage         | 1936                          | Erster Bau 1835. Verlegt zwischen 1837 und 1850. Im Jahr 1936 wegen Straßenbauarbeiten neu errichtet. Im 2. Weltkrieg wurde das Gitter beschädigt und später durch eine Einfassung aus Beton ersetzt. |                |
| Ecke Schönefelderweg–Opersbach Lage                   | unbekannt                     | Geschichte unbekannt |                |
| Ecke Stockem–Roereken Lage                            | 1767                          | Kleiner Rundbogiger quadratischer Bildstock mit Figurennische aufgesetztem Kreuz. Sockelinschrift: „Dieses Bild ist aufgerichtet zu Ehren der Mutter Gottes durch Johannes Hammel und seine Hausfrau Petronella Welter Stockem den ... Marty 1767“ | weitere Bilder |
| Ecke Stockem–Rotenbergplatz, Lage                     | unbekannt                     | Geschichte unbekannt |                |
| Ecke Untere Rottergasse–Bellmerin, Unterstadt Lage    | unbekannt                     | Geschichte unbekannt. Inschrift: „Wir beten Dich an Herr Jesu Christe, denn durch dein + Heiliges + Kreuz + hast Du die Welt erlöst.“ | weitere Bilder |
| Ecke Vervierser Straße–Roereken Lage                  | unbekannt                     | Der erste Nachweis einer Existenz eines Kreuzes findet sich im Jahr 1762. |                |
| Flur Kluse, an der Schutzhütte Lage                   | unbekannt                     | Geschichte unbekannt; kleines silbernes Metallkreuz auf einem Holzkreuz aufgesetzt und an einem Baum angebracht | weitere Bilder |
| Fringshaus, Hoscheiter Venn, Menzerathkreuz Lage      | 1968                          | Gedenkkreuz an der Bundesstraße ca. 1000 Meter vor Konzen, es erinnert an Magdalena Menzerath, geb. Palm, die seit dem 23. Januar 1827 auf dem Heimweg von Gut Schwerzfeld bei Roetgen nach einem heftigen Schneesturm zunächst vermisst und ihre Leiche erst am 1. März 1827 entdeckt wurde. Inschrift: „Magdalena Menzerath. Hier starb im Januar 1827 Magdalena Menzerath aus Konzen in schwerem Schneesturm. Eifelverein OG Konzen 1968“ |                |
| Getzbachbrücke Kutenhard, Jansenkreuz Lage            | 1872                          | Unfallkreuz für Christian Jansen, der infolge eines sich entwickelnden Waldbrandes Feuer fing und an den Brandwunden noch vor Ort verstarb. Das aufgestellte Gedenkkreuz wurde im Trockensommer 1947 ebenfalls Opfer eines Brandes und wurde erst im Jahr 1964 durch die Gruppe „Wanderjugend im Eifelverein Monschau“ neu errichtet. Dieses Kreuz wurde später durch Vandalismus zerstört und im Jahr 1974 durch die die Pfadfinder aus Raeren neu aufgerichtet. Im Jahr 2002 wurde das kleine schmiedeeiserne Kreuz durch die Eifelvereins-Ortsgruppe Konzen auf massiven Holzbalken neu befestigt. Inschrift: „Zum Andenken an Christian Jansen aus Rollesbroich, der hier am 27. Juli 1872 infolge eines Brandes tödlich verunglückte.“                                                                      |                |
| Gospertstraße 30–32, Oberstadt Lage                   | um 1882                       | Geschichte unbekannt |                |
| Gospertstraße 52, Oberstadt Lage                      | 1643                          | Dieses Grabkreuz ist errichtet worden zu Ehren des am 5. April 1643 verstorbenen Hermannes Bredenych, offensichtlich ein Bauer, wie es die reliefartigen Strukturen auf dem Stein andeuten. Inschrift: „Jesus Maria, Anno 1643, dem 5. April ist in Gott den Herrn entschlafen den ehrsamen Hermannes Bredenych. Bitt Gott vor die Seel, Amen“ | weitere Bilder |
| Gospertstraße 52, Oberstadt Lage                      | unbekannt                     | historisches Wegekreuz, transloziert in den Garten des Stadtmuseums Eupen. Reich verziertes weiß gestrichenes Metallkreuz, das von einem Engel getragen wird. Über einer Inschriftentafel der weiße Korpus, darüber das Porträt von Gott Vater. Das gesamte Ensemble ist aufgebaut auf einem mehrstufigen hohen Granitsockel ohne Inschrift. |                |
| Gospertstraße 52, Oberstadt Lage                      | 1645                          | historisches Grabkreuz, transloziert in den Garten des Stadtmuseums Eupen. Massives Blausteinkreuz auf Stummelsockel. Inschrift nicht vollständig erhalten; erkennbar „Geirtgen Hein He“(iren?) „Husfraw“ und Todesjahr 1645. |                |
| Haasstraße 40, Unterstadt Lage                        | 1823                          | Erneuert und versetzt 1932. Stand ursprünglich vor dem Haus Haasstraße 42 von Leonard Thymus | weitere Bilder |
| Heidberg, Oberstadt Lage                              | 1819                          | Etwa 5 Meter hohes neoklassizistisches Blausteinkreuz des Eupener Bildhauers Christian Stüttgen. Es stand ursprünglich auf dem Eupener Friedhof, bevor es im Jahre 1882 zum Heidberg gebracht wurde. Der Christuskörper aus gelbem Sandstein wurde im Jahr 1923 angebracht. Die Inschriften sind nicht mehr lesbar. Denkmalschutz | weitere Bilder |
| Heidbergpark Lage                                     | unbekannt                     | Geschichte unbekannt; steht Im Hang des Heidbergparks an der Straße Nispert. | weitere Bilder |
| Herbesthaler Straße 13, Oberstadt Lage                | unbekannt                     | Kleiner spitzgiebeliger Bildstock aus rotem Ziegelstein mit vorgesetzter Blausteinstufe. In der Nische eine schwarze Madonna. Geschichte unbekannt | weitere Bilder |
| Herbesthaler Straße 297 Lage                          | unbekannt                     | Geschichte unbekannt, Inschrift unleserlich | weitere Bilder |
| Hütte 77, Unterstadt Lage                             | nach 1945                     | Hölzernes Unfallkreuz auf Steinsockel. Das ursprüngliche Kreuz ist vor dem Zweiten Weltkrieg errichtet worden. Es stand an einem Pfeiler der Brücke über die Weser. Es hatte die Inschrift „Nikolaus Gillessen“ und erinnerte an einen tödlichen Unglücksfall. Nach dem Krieg ohne Inschrift erneuert und später verlegt an die jetzige Stelle. |                |
| Hufengasse, Kapelle Klösterchen Lage                  | unbekannt                     | Geschichte unbekannt |                |
| Hufengasse 71, Oberstadt Lage                         | 1939                          | Errichtet durch den damaligen Hausbesitzer |                |
| Imgenbroicher Venn Lage                               | unbekannt                     | Das Aachener Kreuz (Croix du Sentier d´Aix oder auch als Croix du chemin d‘Aix bezeichnet) ist ein Gedenkkreuz, das laut örtlicher Überlieferung an einen Überfall auf einen Aachener Kaufmann erinnert. Der Vorfall ereignete sich lange bevor das erste nachgewiesene Holzkreuz mit der Gravur „1896“ aufgestellt worden war. Der Verein „Les Amis de la Fagne“ tauschten dieses im Jhar 1956 gegen ein neues Eichenholzkreuz aus, das seinerseits im Jahr 2001 vom Eifelverein Konzen ebenfalls erneurt wurde. Inschrift auf der Plakette: „Aachener Kreuz (Croix du sentier d'Aix) am alten Weg Aachen-Monschau 1896 und 1956. Vom Eifelverein Konzen 2001 ern.“ | weitere Bilder |
| Pilgerweg, Imgenbroicher Venn, Arnoldskreuz Lage      | 2003                          | Das Holzkreuz erinnert an den Burgvogt von Konzen und Pächter des dortigen Hardthofes, Arnold Müllenmeister, der hier 1767 verstarb. Der Eifelverein Konzen hat das aktuelle Kreuz 2003 auf Veranlassung von Förster Gustav Franck erneuert, ältere Kreuze wurden 1911 und 1947 bei Vennbränden vernichtet. Inschrift Plakette: „Hier starb am 25. April 1767 der Bugvogt von Konzen Arnold Müllenmeister – neu errichtet im September 2003 – Eifelverein Ortsgruppe Konzen“ |                |
| Pilgerweg, Imgenbroicher Venn, Bilfingerkreuz Lage    | 2003                          | Das Holzkreuz erinnert an den Jagdflieger Horst Bilfinger aus Mannheim, der hier am 7. August 1943 im Kampf gegen amerikanische Bomber ums Leben kam und am 21. August auf dem Ehrenfriedhof in Eupen als unbekannter Flieger beigesetzt wurde. Der Eifelverein Konzen hat das Kreuz 2003 erneuert. Inschrift Plakette: „Hier starb am 17. August 1943 der 23-Jahre alte Jagdflieger Horst Bilfinger aus Mannheim im Kampf gegen amerikanische Bombe – Neu errichtet im Mai 2003 – Eifelverein Ortsgruppe Konzen“ |                |
| Judenstraße 60, Unterstadt Lage                       | unbekannt                     | Großes braunes Holzkreuz in einer spitzbogigen Hausnische. Mit einer symbolischen Sonne als Schutzgitter gesichert. Als der Eupener Gärtnermeister Hans Jacquemin im Jahre 1974/75 an seinem Haus an der Judenstraße einen Anbau errichtete, musste ein kleines Kreuzwegkapellchen am Ort abgebrochen werden. Von diesem ist überliefert, dass es sich in alten Zeiten um einen Fußfall gehandelt habe, bei dem die Nachbarn beim Tode eines Anwohners oder bei sonstigen Anlässen einen Bittgang machten. Jacquemin ließ zur Erinnerung an die Kapelle im Anbau seines Haues eine Nische mit Gitterabschluss errichten, worin das restaurierte alte Kreuz seinen Platz fand. |                |
| Kehrweg gegenüber 13, Oberstadt Lage                  | unbekannt                     | Geschichte unbekannt | weitere Bilder |
| Kirchgasse Lage                                       | 1852                          | Missionskreuz errichtet anlässlich der ersten Eupener Volksmission im Jahr 1852 links des Haupteinganges der Nikolauskirche, dessen Christuskopf in Eisenguss dem aus dem 16. Jh. stammenden spätgotischen Kruzifix in der Pfarrkirche zu Baelen nachempfunden wurde. Die Jahreszahlen weiterer Volksmissionen wurden im Sockel eingraviert. Das Kreuz wurde im Jahr 1975 vollständig renoviert. Inschrift: „Crux missionis 1859. Renovatae 1862–1904–1923–1948–1959–1976“ | weitere Bilder |
| Knippweg 30 Lage                                      | unbekannt                     | Geschichte unbekannt; metallenes Kreuz auf Steinsockel |                |
| Langesthal–Weserbrücke Lage                           | 1879                          | Unfallkreuz für den Eupener Fuhrmann Leonard Bosch. Es gab damals an dieser Stelle nur eine Furt, die Brüllsfurth. Als Bosch am 25. November 1879 diese durchfuhr, wurde er von der reißenden Strömung mitgerissen und ertrank. | weitere Bilder |
| Limburger Weg, Spielplatz Lage                        | 2003                          | Schlankes metallenes Kreuz aus Flacheisen; gestiftet von den Anwohnern und entworfen von Paul Neumann. Es wurde errichtet zum Gedenken daran, dass dieses Wohngebiet einst dem 1710 gegründeten Waisen- und Arbeitshaus gehörte. |                |
| Malmedyer Straße 121, Unterstadt Lage                 | unbekannt                     | Metallenes Kreuz auf Steinsockel; Geschichte unbekannt |                |
| Monschauer Straße, Hertogenwald, Meyerskreuz Lage     | 1885                          | Gedenkkreuz für den Junker Albert Joseph von Catz, Burgherr von Stockem, der der Blutschande mit seiner Nichte angeklagt war, beauftragte einen Eupener Vagabunden mit dem Mord am Meyer Thomas Dael. Er glaubte, dadurch seiner gerechten Strafe zu entgehen. Der Mörder wurde verurteilt und gerädert, der Junker entzog sich der Strafe durch die Flucht nach Luxemburg. Das ursprüngliche Kreuz aus dem Jahr 1713, das an der alten Straße von Eupen nach Montjoie entlang des Flusses Hill stand, wurde am 18. September 1885 durch ein neues, identisches ersetzt. Inschrift: „ANNO 1713 DEN 14. AVGVSTI IST ALHIE DER HERR THOMAS DAHL BEYDEN RECHTEN DOCTOR VND MEYER DER FREYER HERRLICHKEYT EVPEN NB. VMB DER GERECHTIGKEYT WILLEN VERRAETTILICH ERSCHOSSEN VND GRAVSAMLICH ERMORDET WORDEN. R. I. P.“ | weitere Bilder |
| Monschauer Straße, Kreisverkehr stadteinwärts Lage    | 2011                          | Unfallkreuz nach tödlichem Fahrradunfall. Inschrift: „Alex Bandula * 5.5.1991 + 24.1.2011 – In stillem Gedenken“ |                |
| Monschauer Straße 32 Unterstadt Lage                  | unbekannt                     | Metallenes Kreuz auf Steinsockel, Geschichte unbekannt |                |
| Mückensiefenzulauf Wesertalsperre Lage                | Datum unbekannt               | Braunes Holzkreuz mit Spitzgiebel und weißer Rückwand. Kleiner weißer Korpus, darunter Metallplakette. Inschrift: „Johann Krott. 11.08.1951“ |                |
| Nispert 38, Nispert Lage                              | Datum unbekannt               | Bei diesem oder dem Kreuz Nispert 71 handelt sich möglicherweise um ein Kreuz zum Gedenken an einen tödlichen Unfall. 1842 wurde auf der Straße ein zweijähriges Kind von einem Fuhrmann überfahren. Das Kind rollte einen Abhang hinunter und kam mit dem Kopf unter ein Rad der Karre |                |
| Nispert 71, Nispert Lage                              | Datum unbekannt               | Bei diesem oder dem Kreuz Nispert 38 handelt sich möglicherweise um ein Kreuz zum Gedenken an einen tödlichen Unfall. 1842 wurde auf der Straße ein zweijähriges Kind von einem Fuhrmann überfahren. Das Kind rollte einen Abhang hinunter und kam mit dem Kopf unter ein Rad der Karre |                |
| Ochsenalm Lage                                        | unbekannt                     | Geschichte unbekannt |                |
| Olengraben–Aufgang Haasberg Lage                      | 19. Jh.                       | Das heutige schmiedeeiserne Kreuz war ursprünglich nur ein Gedenkstein und geht vermutlich auf einen Unfalls zurück, bei dem am 5. Juni 1863 der Fuhrmann Peter Schouffers aus Weywertz an dieser Stelle zu Tode kam. Das Kreuz wurde im Jahr 1905 aus dem Bergabhang zum Treppenaufgang verlegt. |                |
| Pfad Ettersten Lage                                   | unbekannt                     | Metallenes Kreuz auf Steinsockel; Geschichte unbekannt |                |
| Plaatschergatz, Unterstadt Lage                       | unbekannt                     | Das Kreuz am Escherbach steht an der ehemaligen Preußisch-Belgischen Grenze. Es erinnert an dem Mord an einer Schmugglerin, die hier um 1900 erschossen aufgefunden wurde. | weitere Bilder |
| Reinartzhof Lage                                      | 1918                          | Errichtet in Gedenken an die Familie Karl Braun (1846–1887) und Elisabeth Neicken, frühere Bewohner des Reinarzthofes. Inschrift: „O Wanderer sei eingedenk der Abgeschiedenen, die in dieser Einsamkeit gelebt. Ehre Ihrem Andenken, Friede Ihrer Asche. Süßes Herz Maria sei meine Rettung. Mein Jesus Barmherzigkeit. Gewidmet von Familie Braun und Neiken“ | weitere Bilder |
| Rotenberg 18, Unterstadt Lage                         | unbekannt                     | Dieses Kreuz stand vermutlich am ehemaligen Verlauf des Fußwegs durch die „Looten“, der den „Rotenberg“ kreuzte und weiter durch die „kleine Gasse“ verlief. Nach dem Bau der „Neustraße“ entstand die asphaltierte Straße Looten weiter nördlich und die Gasse wurde zu „Ettersten“. Der weitere Verlauf der Gasse ist nicht mehr eindeutig festzustellen. Dadurch wurde das Kreuz an die heutige Stelle vor Haus 18 gestellt. | weitere Bilder |
| Rotenbergplatz 19 Lage                                | zw. 1880 und 1885             | Unfallkreuz für einen Straßenbauarbeiter, der beim Brückenbau über den Stadtbach ums Leben kam. |                |
| Schilsweg 2, Unterstadt Lage                          | 1848                          | Das ursprüngliche Kreuz stammt aus dem Jahr 1848 und wurde im Jahr 1945 durch ein neues ersetzt. 1993 erneut ausgetauscht. Das Kreuz erinnert an den Tod von Wilhelm Wertz. Er und seine Freundin kamen am 21. Juni 1848 von der Kirmes. An der Brücke wurde das Mädchen von drei preußischen Soldaten belästigt. Wertz stellte die Soldaten zur Rede und es kam zu einem Handgemenge. Daraufhin zog einer der Solden sein Gewehr und verletzte ihn schwer. Er verstarb im St. Nikolaus-Hospital in Eupen. |                |
| Schönefelderweg, Mertenskreuz Lage                    | unbekannt                     | Kleines Holzkreuz am Baum befestigt, darunter eine Holztafel aus Baumscheibe mit dem Namen: „Merten’se Kreuz“; Geschichte unbekannt |                |
| Schöenfelderweg–Dootvenn, Frantzenkreuz Lage          | unbekannt                     | Bekannt als „Frantzenkreuz“ ohne Bezug, um welche Person es sich handelt, Geschichte unbekannt; Inschrift: „Mein Jesus Barmherzigkeit“ |                |
| Schönefelderweg 103 Lage                              | unbekannt                     | Geschichte unbekannt |                |
| Schönefelderweg 120 Lage                              | unbekannt                     | Geschichte unbekannt; Inschrift: „INRI“ |                |
| Schönefelderweg 178 Lage                              | unbekannt                     | Hängt an einem Baum und lässt auf einen tödlichen Unfall schließen. Inschrift: „Mon copain Crusty“ (in etwa: „mein knuspriger Kumpel“) |                |
| Schorberg 14 Lage                                     | 1960er-Jahre                  | Metallenes Kreuz auf Steinsockel. Das ursprüngliche Kreuz stammte aus dem 19. Jahrhundert. Es wurde in den 1960er Jahren durch ein neues ersetzt. |                |
| Schulstraße 17, Oberstadt Lage                        | unbekannt                     | Geschichte unbekannt |                |
| Schutzhütte Renerthött Lage                           | unbekannt                     | Geschichte unbekannt, angebracht an der Nordwand der Schutzhütte, deren Name auf den benachbarten Reinartzhof zurückgeht | weitere Bilder |
| Simarstraße 3, Oberstadt Lage                         | 1958                          | Ersetzt ein Wegkreuz aus dem 19. Jahrhundert. Inschrift: „INRI“ | weitere Bilder |
| Stendrich 67 Lage                                     | unbekannt                     | Geschichte unbekannt. Inschrift: „INRI“ |                |
| Stendrich 77 Lage                                     | 1919                          | Unfallkreuz in Erinnerung an den Unfalltod von Feldhüter Wilhelm Gangolf. Aus dem Eupener Schlachthof waren Ochsen, Stiere und Kühe ausgebrochen. Wahrscheinlich wurde er durch eins der Tiere angegriffen und tödlich verletzt. Das Kreuz wurde an die heutige Stelle verlegt, nachdem neue Parzellierungen gebaut worden waren. Inschrift: „Mein Jesus Barmherzigkeit“ | weitere Bilder |
| Stendrich 131 Lage                                    | unbekannt                     | Geschichte unbekannt, das rotbraune Holzkreuz steht in einer Straßenkurve circa 200 Meter westlich der Haus-Nummer 131 |                |
| Stockem 21 Lage                                       | 1727                          | Eisernes Kreuz auf Steinsockel; Stand früher an einem Pfad von Hochsteinroth zum Stockemer Steinbruch | weitere Bilder |
| Stockem 63 Lage                                       | unbekannt                     | Geschichte unbekannt |                |
| Stockem 64 Lage                                       | unbekannt                     | Eisernes Kreuz auf Steinsockel; Geschichte unbekannt |                |
| Stockem gegenüber 76 Lage                             | unbekannt                     | Geschichte unbekannt |                |
| Trimm-dich-Pfad Opersbach–Diebach Lage                | unbekannt                     | aufgestellt am Trimm-dich-Pfad; Geschichte unbekannt, |                |
| Untere Ibern 34 Lage                                  | unbekannt                     | Geschichte unbekannt |                |
| Waisenbüschchen Lage                                  | um 1930                       | Erstellt von J. Mertens |                |
| Waisenbüschchen Lage                                  | unbekannt                     | Spitzgiebelige Bildstock auf breitem altarähnlichem Kalksteinsockel. Zahlreiche Muttergottes-Bilchen und Kreuzmotive. In den Jahren zwischen den beiden Weltkriegen errichteten im Josephsheim tätige luxemburgische Schwestern im Waisenbüschchen eine kleine Gebetsgrotte mit dem Bild der Trösterin der Betrübten, der Patronin von Luxemburg. Vor allem aus dieser Zeit zierten viele Votivtafeln und alte Rosenkränze den kleinen Gnadenort, bis die Anlage einem Brand zum Opfer fiel. Inzwischen wurde die Grotte durch eine neue Anlage aus Ziegelstein ersetzt, in deren Mittelpunkt wieder das kleine Bild unserer lieben Frau von Luxemburg steht. Inschrift im zentralen Marienbild: „Maria Mutter Jesu, Trösterin der Betrübten“.                                                                   | weitere Bilder |

## Liste Stadtteil Kettenis
(mit den Weilern Gemehret, Libermé, Nispert, Oberste Heide) 

| Standort                                       | Datierung | Beschreibung/Inschrift | Bild           |
| ---------------------------------------------- | --------- | --- | -------------- |
| Aachener Straße 343 Lage                       | 1895      | Aufgesetzt gegenüber der Grundstückseinfahrt zu Gut Luft. Inschrift: „Andenken der Verstorbenen der Familie H. J. Welter, 1895“ |                |
| Am Busch 4 Lage                                | 2011      | Nachdem das alte Kreuz offensichtlich gewaltsam entwendet worden war, aber der Sockel und die Halterung weitestgehend unbeschädigt geblieben war, wurde im Jahr 2011 durch eine Anwohnerin ein neues Kreuz gespendet und aufgestellt, die dieses zuvor in ihrem Schlafzimmer hängen hatte. |                |
| Am Busch 9 Lage                                | nach 1874 | Gedenkkreuz für den dort am 20. Februar 1874 ermordeten Johann Radermacher Frenet aus Raeren. Inschrift: „Johann Radermacher Frenet aus Raeren * 1824 † 1874. Erschossen im Streit“ |                |
| Am Busch 12A Lage                              | unbekannt | Geschichte unbekannt |                |
| Am Busch 14 Lage                               | unbekannt | Geschichte unbekannt |                |
| Buschberger Weg 93 Lage                        | nach 1922 | Das Fuhrwerk des Fuhrmanns Simon Scholl (* 1886) wurde am 18. Juli 1922 auf dem Bahnübergang von einer Lok erfasst. Er verstarb noch am gleichen Tagr im St. Nikolaus Hospital. Kreuz derzeit abmontiert. Inschrift: „Betet für die Seele des hier am 18.07.1922 verunglückten Simon Scholl, Mein Jesus Barmherzigkeit.“                                                                                 | weitere Bilder |
| Carnolsweg Lage                                | unbekannt | Geschichte unbekannt |                |
| Ecke Aachener Straße 31–Libermégasse Lage      | unbekannt | Geschichte unbekannt |                |
| Ecke Aachener Straße–Lindenberg Lage           | unbekannt | Geschichte unbekannt |                |
| Ecke Aachener Straße 99–Schnellewindgasse Lage | unbekannt | Geschichte unbekannt |                |
| Ecke Buschbergerweg–Zur Nohn Lage              | unbekannt | Geschichte unbekannt | weitere Bilder |
| Ecke Feldstraße–Feldweg Lage                   | unbekannt | Geschichte unbekannt |                |
| Ecke Hochstraße–Libermégasse Lage              | 1724      | Der „Fußfall St. Rochus“ wurde von Hubert Raermecker und Catharina Burgers gestiftet. In dem barocken Fußfall aus Blaubruchstein befand sich in der Nische ein Relief des hl. Rochus, das im Jahre 1971 mitsamt dem abschließenden Eisengitter entwendet wurde. Letzteres wurde kurz darauf wieder hergestellt. Inschrift: „HR 1724 CB“; Die Buchstaben entsprechen den Namen der Stifter. Denkmalschutz | weitere Bilder |
| Ecke Hochstraße–Weimser-Straße Lage            | 1754      | Bildstock aus Blaustein. Inschrift „17 Caspar Vilvo – Catharin Hammel 54“. Geschichte unbekannt. | weitere Bilder |
| Ecke Libermé–Raerenpfad Lage                   | unbekannt | Geschichte unbekannt; Steinkreuz ohne Korpus auf mehrstufigem hohem Sockel | weitere Bilder |
| Ecke Lindenberg–Talstraße Lage                 | unbekannt | Geschichte unbekannt; Inschrift: „Er ward gehorsam bis zum Tode, ja bis zum Tode am Kreuz. Philipper 2.3“ |                |
| Ecke Lindenberg–Feldstraße Lage                | unbekannt | Geschichte unbekannt; Inschrift: „INRI“ |                |
| Ecke Trüchenstein–Heidgasse Lage               | unbekannt | Geschichte unbekannt. Inschrift: „Herr rette meine Seele“ | weitere Bilder |
| Feldstraße 37a Lage                            | unbekannt | Geschichte unbekannt |                |
| Gemehret 9, Lage                               | unbekannt | Geschichte unbekannt; Inschrift: „Mein Jesus Barmherzigkeit“ |                |
| Gemehret 59, Lage                              | 1863      | Geschichte unbekannt; Inschrift: „Rette Deine Seele“ |                |
| Gemehret 78 Lage                               | unbekannt | Geschichte unbekannt; Inschrift: „Ora et Labora“ |                |
| Katharinenbusch Lage                           | unbekannt | Metallenes Kreuz auf rundem Steinsockel. Inschrift: „Herr ich bin nicht würdig“. Auf dem Sockel ein Schild: „Jesus Christus. Ich bin der Weg, die Wahrheit und das Leben! Bruno Grönig – das, liebe Freunde, müsste jeder Mensch wissen. Das, liebe Freunde, müsste jeder Mensch beherzigen, dass müsste jeder Mensch in sich aufnehmen.“                                                                | weitere Bilder |
| Kornei 3 Lage                                  | 2011      | Hohes Holzkreuz auf dem Berg „Horeb“. Das dortige alte Kreuz war 1985 aufgestellt worden und mittlerweile verwittert. |                |
| Libermé 20 Lage                                | unbekannt | Geschichte unbekannt |                |
| Merolser Straße, gegenüber Raerenfeld Lage     | unbekannt | Geschichte unbekannt; Inschrift: „Rette deine Seele.“ |                |
| Steinbruch Kettenis                            | 1861      | Geschichte unbekannt, das Kreuz steht am Wiesenweg vor dem Steinbruch in Kettenis. Inschrift nur rudimentär zu lesen, Jahreszahl „1861“ ist aber klar erkennbar. |                |
| Weimser Straße, gegenüber 36 Lage              | unbekannt | Geschichte unbekannt; Inschrift: „INRI“ |                |
| Winkelstraße Lage                              | 1857      | Missionskreuz an St. Katharina mit Erinnerungsplaketten an die Missionen von 1889, 1902/03, 1924/34, 1939 und 1949 (letzten beide Einträge teilweise unleserlich) | weitere Bilder |
| Zum Walhorner Kreuz                            | unbekannt | Geschichte unbekannt; das reich verzierte Wegekreuz steht noch auf Ketteniser Grund direkt an der Gemeindegrenze zu Lontzen unter einer dunklen Baumgruppe |                |
| Zur Nohn 40 Lage                               | 1867      | Gedenkkreuz für das Ehepaar Nicolas Pelzer (1781 in Walhorn–1867) und seiner Gattin Maria Josephina Janclaes (1786–1833), die er 33 Jahre überlebt hat. Inschrift: „Nicolas Pelzer – Maria Josephina Janclaes, 1867“ |                |